# 曼苏尔·阿卜杜勒-拉希姆·萨利姆
曼苏尔·阿卜杜勒-拉希姆·萨利姆（1988年3月16日 -  ）是一名沙特阿拉伯举重运动员，身高1.53米，曾获以225千克的成绩获广州亚运会男子56公斤级举重第十一名。